# Pedro Alcántara Monteclaro
Pedro Alcántara Monteclaro y Nacionales, llamado popularmente Tan Pedro (Miagao, Iloílo, isla de Panay, Bisayas Occidentales, 15 de octubre de 1850 - 13 de abril de 1909) fue un militar, poeta, mitógrafo y escritor filipino en las lenguas española, ilongo o hiligainón y kinaray-a.

## Biografía
Hijo del capitán Bartolomé Alcántara Monteclaro y Tupaz y de Ramona Nacionales y Orbe, tuvo además tres hermanos. Se graduó de bachiller en Artes en el colegio-seminario de Ciudad de Jaro en 1865, y durante un tiempo estuvo en el seminario, pero lo terminó dejando. Se casó dos veces (su primera mujer, Isabel Manlabe, falleció en 1895, y se volvió a casar diez meses después con Andrea Libo-on) y tuvo al menos cuatro hijos. Alcanzó el grado de teniente mayor en 1891, y el de capitán del municipio en 1892; fue "gobernadorcillo" de 1892 a 1894 y juez de paz de 1895 a 1898. En 1896 organizó cuatro grupos de voluntarios para luchar contra la sedición en Luzón. Se distinguió en la Guerra contra los Estados Unidos y la revolución filipina, alcanzando el grado de comandante en 1898. Luego alcanzó el de coronel en la lucha contra la invasión estadounidense. "No es suficiente con los machetes y los requisados máuseres de los españoles", se resignó, "contra las ametralladoras gatling y los cañones de carga rápida y gran calibre del poderoso ejército estadounidense". Luchando por recuperar su propia ciudad natal, escribió:
Me temo que si esto falla, será una batalla unilateral: otra masacre de mis hombres y los inocentes en la ciudad. ¿Cómo puede un puñado de fusiles, lanzas y balas de Máuser ganar contra las ametralladoras Gatling, que arrojan 600 balas por minuto? Sus cañones navales pueden pulverizar la ciudad desde una distancia segura.
Finalmente fue oficial de enlace durante la ocupación, alcalde de Miagao entre 1901 y 1903, y portavoz de la Liga de alcaldes municipales entre 1901 y 1902.

## Obra
Publicó en 1907, en el periódico Kadapig Sang Banwa Panay ("Abogado del pueblo de Panay") de Iloílo, una gran compilación de leyendas folklóricas de fuentes orales y escritas de Panay bajo el título general de Maragtas, que significa Historia en idioma ilongo. Está escrito en una mixtura de dialectos ilongo / kinaray-as, y fue pronto traducido al español y al inglés. Se reimprimió en 1929; en 1957 lo volvió a imprimir su hijo Juan L. Monteclaro incluyendo algunas variantes de lenguaje y ortografía.
Su estructura incluye una introducción de Salvador Laguda, seis capítulos y un epílogo. Al principio diserta antropológicamente sobre las tradiciones, vestuario, costumbres, lenguas y la organización social de los Ati de Panay, con mención especial de Marikudo, hijo del antiguo jefe Polpulan; luego recoge las leyendas sobre la emigración a Panay desde Borneo de diez caudillos o datus, a causa de la tiranía en Borneo del rajá Makatunau, de los cuales descienden los linajes de la isla; la legendaria compra de la misma por ellos a Marikudo a cambio de un salacot de oro y diversas historias novelescas. En el quinto capítulo retoma la perspectiva antropológica y describe el lenguaje, comercio, vestimenta, costumbres, matrimonios, funerales, hábitos de duelo, peleas de gallos, técnicas de cronometría, calendarios, dioses, fiestas y características personales de los datus. Termina con una lista de funcionarios españoles entre 1637 y 1808 y el epílogo enumera algunas fechas del siglo XVIII.
Para que no se crea que se ha inventado esas historias, menciona las fuentes escritas que ha utilizado: dos estragados manuscritos, uno entregado al autor por un anciano profesor, y otro muy deteriorado, contenido en un tronco de bambú; copió estas fuentes en limpio en un manuscrito en 1901 que al parecer fue llevado al extranjero. Es cierto que algunas de las cosas que afirma se encuentran en otras fuentes, por ejemplo el padre Santeran; ambos escritos habrían compartido una fuente común. De todas formas, se trata de una fuente importante para la historia antigua de Filipinas, y suministra información fiable sobre topónimos y asentamientos indígenas antiguos.